# Elazar Granot
Elazar Granot (em hebraico:  אלעזר גרנות) (Jerusalém, 12 de março de 1927 – Shoval, 19 de setembro de 2013) foi um político e escritor israelense que é veterano da Brigada Judaica.
O seu nome foi indicado no Arquivo Mitrokhin como um espião da KGB.

## Biografia
Nascido em Jerusalém durante o Mandato da Palestina, Granot foi educado na Escola Secundária Agrícola Pardes Hanna, antes de passar para a Universidade Hebraica de Jerusalém, onde estudou filosofia, sociologia, literatura, hebraico e a Bíblia.
Durante a Segunda Guerra Mundial foi voluntário na Brigada Judaica, na qual serviu entre 1944 e 1946. Ele também lutou na Guerra Árabe-Israelense de 1948. Em 1951 tornou-se membro do kibutz Sasa, onde viveu até 1958, quando se mudou para o kibutz Shoval.
Entre 1962 e 1964 atuou como diretor da Liderança Jovem do Mapam, tornando-se secretário organizacional do partido em 1975, e secretário político em 1979. Em 1981 ele foi eleito para o Knesset na lista do Alinhamento (o Mapam era uma facção dentro do Alinhamento na época). Foi reeleito em 1984, e foi membro da Comissão de Relações Exteriores e Defesa. Embora tenha se tornado secretário-geral do Mapam em 1985, Granot perdeu o cargo nas eleições de 1988. Ele morreu em 2013 no kibutz Shoval.
Em 2016, ele foi acusado de ser agente da KGB para a União Soviética no Arquivo Mitrokhin.